# Katla (Sprache)
Katla, Eigenbezeichnung auch Kaalak, ist eine kordofanische Sprache, nahe verwandt mit einer benachbarten Sprache, die Tima genannt wird.
Allerdings unterscheidet sich die Sprache relativ stark von den übrigen Sprachen der Niger-Kongo-Sprachfamilie.
Die Sprecherzahl des Katla sinkt, da die Sprecher immer mehr das Arabische, neben Englisch die Amtssprache Sudans, übernehmen.